# 情報処理技術者試験
情報処理技術者試験（じょうほうしょりぎじゅつしゃしけん）は、情報処理の促進に関する法律（情報処理促進法、昭和45年法律第90号）の規定に基づき、経済産業大臣が実施する情報処理に関する業務を行う者の技術の向上に資するため、情報処理に関して必要な知識及び技能を問う、日本の国家試験である。
4段階のレベルに分類され、12の試験区分から構成される（#試験区分を参照）。諸外国の同様の国家試験との相互認証を行っている（#国際相互認証を参照）。

## 概要
情報処理技術者試験は、「情報処理の促進に関する法律（昭和45年法律第90号）」第29条の規定に基づき、経済産業省が情報処理技術者としての「知識・技能」が一定以上の水準であることを認定している国家試験である。情報システムを構築・運用する「技術者」から情報システムを利用する「エンドユーザ（利用者）」まで、ITに関係する全ての人に活用される試験として実施している。
特定の製品やソフトウェアに関する試験ではなく、情報技術の背景として知るべき原理や基礎となる技能について、幅広い知識を総合的に評価をしている。 試験合格者には経済産業大臣による「情報処理技術者試験合格証書」が交付される。
試験事務は、独立行政法人情報処理推進機構が行っている。例年50万から60万人が受験し、自動車運転免許試験に次いで年間受験者数が多い国家試験である。

## 試験の目的
1. 情報処理技術者に目標を示し、刺激を与えることによって、その技術の向上に資すること。
2. 情報処理技術者として備えるべき能力についての水準を示すことにより、学校教育・職業教育・企業内教育等における教育の水準の確保に資すること。
3. 情報技術を利用する企業・官庁などが情報処理技術者の採用を行う際に役立つよう客観的な評価の尺度を提供し、これを通じて情報処理技術者の社会的地位の確立を図ること。

## 位置付け
公的機関の情報技術職に関しては、ほとんどの場合において情報処理技術者試験や相当する試験の合格が求められている。例としては、自衛隊の技術曹・予備自衛官補（技能公募）や、警視庁特別捜査官（サイバー犯罪捜査官）の各職位の任用資格を得る場合などがある（詳細は後述する。）。尚、情報処理技術者試験は技術士や技能士の様に国際相互認証を実施しており、海外の国家資格との相互認証を行うことがある。日本国内では中小企業診断士などと同様に業務独占資格や名称独占資格や必置資格ではなく、合格者でなければ法的に行えない業務は存在しない。国家試験だが資格試験か否か明確にされていない。公的機関が試験の合否を評価、採用、昇格に規定する事例で資格と称する場合がある。
経済産業省は、能力認定試験と位置付けるが「資格試験であるかの議論に意義はない」としている。厚生労働省は、資格と能力評価試験それぞれに位置付けるものがある。国家試験だが日商簿記検定、実用英語技能検定、TOEICなど検定試験同程度に扱う事例がある。

## 試験区分
情報処理技術者試験の区分（試験区分）及びそれぞれの対象となる知識及び技能は、情報処理技術者試験の区分等を定める省令（平成9年通商産業省令第47号）において定められている。
2009年度から実施される試験区分は以下の通りである。2008年度までの試験区分及び対象となる知識及び技能は、情報処理技術者試験の変遷を参照のこと。
「レベル」は、2009年8月28日掲載の「シラバス（情報処理技術者試験における知識・技能の細目）の公開について」による。

### ITを利活用する者
| 試験区分                         | レベル | 略号 | 英語名称                                    |
| -------------------------------- | ------ | ---- | ------------------------------------------- |
| ITパスポート試験                 | 1      | IP   | Information Technology Passport Examination |
| 情報セキュリティマネジメント試験 | 2      | SG   | Information Security Management Examination |

### 情報処理技術者
| 試験区分           | レベル | 略号 | 英語名称                                                |
| ------------------ | ------ | ---- | ------------------------------------------------------- |
| 基本情報技術者試験 | 2      | FE   | Fundamental Information Technology Engineer Examination |
| 応用情報技術者試験 | 3      | AP   | Applied Information Technology Engineer Examination     |

### 高度情報処理技術者
高度IT人材として確立した専門分野を持ち、主導する者。スキルレベル4の試験類を総称して高度情報処理技術者試験と呼ばれる。
| 試験区分                               | レベル | 略号 | 英語名称                                           |
| -------------------------------------- | ------ | ---- | -------------------------------------------------- |
| ITストラテジスト試験                   | 4      | ST   | Information Technology Strategist Examination      |
| システムアーキテクト試験               | 4      | SA   | Systems Architect Examination                      |
| プロジェクトマネージャ試験             | 4      | PM   | Project Manager Examination                        |
| ネットワークスペシャリスト試験         | 4      | NW   | Network Specialist Examination                     |
| データベーススペシャリスト試験         | 4      | DB   | Database Specialist Examination                    |
| エンベデッドシステムスペシャリスト試験 | 4      | ES   | Embedded Systems Specialist Examination            |
| ITサービスマネージャ試験               | 4      | SM   | Information Technology Service Manager Examination |
| システム監査技術者試験                 | 4      | AU   | Systems Auditor Examination                        |

## 試験実施の詳細
試験の実施については、情報処理技術者試験規則（昭和45年通商産業省令第59号）の定めるところによる。その詳細は、試験実施の都度、あらかじめ官報に公示されるとともに、受験案内書において説明される。

### 試験の実施時期
試験の機会は、原則CBT形式で行われるITパスポート・基本情報技術者・情報セキュリティマネジメントを除き、下記のとおり春期・秋期の年2回である。受験者が数万人規模となる試験区分を除き、実施は春期又は秋期の1回のみである。
- 春期：4月第3日曜日
- 秋期：10月第3日曜日
- 基本情報技術者・情報セキュリティマネジメント・ITパスポート（CBT形式）：通年（試験会場により、実施日・実施時刻は異なる）

筆記試験では、応用情報技術者のみ年2回実施である。ITパスポート・基本情報技術者・情報セキュリティマネジメントについても、身体障害者など、CBTでの受験が困難である人向けに用意されている筆記試験での試験が同様に年2回実施で行われる。身体障害者手帳または医師の診断書の提出が必須である。かつては初級システムアドミニストレータ・基本情報技術者及び（2005年から）ソフトウェア開発技術者であった。2016年までは情報セキュリティスペシャリストも年2回の対象であったが、後述のとおり2017年より情報処理安全確保支援士 (RISS) へ移行して年2回実施で実施する。
秋期試験は例年、不動産関連資格である宅地建物取引士（宅建）試験と日程が重複するため、情報処理技術者試験と宅建試験の両方の受験を検討している場合は注意が必要である。年2回実施の区分や春期のみ実施の区分はともかく、特に秋期のみ実施の区分を受験する場合、その年は宅建試験の受験はできなくなる。逆に宅建試験を受験した年は、情報処理技術者試験の秋期試験が受験できない。
災害発生時など特別対応を行う事例を下記。

#### 東日本大震災の影響
平成23年度春期試験（当初2011年4月17日実施予定）は、3月11日に発生した東北地方太平洋沖地震（東日本大震災）及び東京電力・福島第一原子力発電所での事故などの影響により中止され、平成23年度特別情報処理技術者試験として実施することが決定した。春期試験で行われる試験区分のうち、応用情報技術者及び高度試験は6月26日、ITパスポート・基本情報技術者は7月10日と分けて延期して実施された。この試験は春期試験に申し込んでいなくても、4月に設けられた追加募集期間でも出願でき、6月26日実施の試験と7月10日実施の試験を両方受験することもできた。逆に、春期試験に申し込んでいて特別情報処理技術者試験の受験を希望しない場合は、次回試験への振り替え（秋期でも実施される試験区分は平成23年度秋期に、春期のみ行われる試験区分は平成24年度春期）、または受験料の返金での対応が行われた。

#### 2016年熊本地震の影響
平成28年度春期試験（2016年4月17日実施）は、4月14日に発生した平成28年（2016年）熊本地震の影響により、試験前日の4月16日に九州の試験地で中止を決定した（ただし、沖縄県の那覇試験地は通常どおり試験実施）。九州（除・那覇）の試験地で申し込んでいた、または熊本地震における災害救助法適用市町村在住の受験者については、次回試験への振り替え（秋期でも実施される試験区分は平成28年度秋期に、春期のみ行われる試験区分は平成29年度春期）、または受験料の返金での対応が行われた。平成28年度春期試験を、別の日に振替（前述の東日本大震災での対応）や、隣県など受験可能な試験会場に行って受験する（例・北九州試験地の受験者が、山口試験地で受験する）などの措置は行わなかった（試験地変更申し込みは2016年3月31日で締め切られており不可能）。そのため、九州（除・那覇）の受験者にとっては他都道府県と比較して受験機会を1回失うことになった。
4月15日の段階では、熊本地震で被害の大きかった熊本試験地のみを中止の対象としていたが、その後大分県などを震源地とする地震なども多数発生していることを踏まえ、試験前日の4月16日に那覇を除く九州全ての試験地での中止を決定した。

#### 令和元年東日本台風の影響
令和元年度秋期試験（2019年10月20日実施）は、10月12日に関東地方などに上陸し、東日本の広い範囲で甚大な被害が発生した令和元年東日本台風（台風19号）の影響により、台風被害の大きかった地域では特別対応が行われた。
具体的には、千曲川・阿武隈川の決壊により大きな被害のあった長野試験地・郡山試験地（福島県）では、交通機関の運休区間が多岐にわたっていたことから、試験開始時刻の繰り下げが行われた。東京試験地の試験会場の1つである東京都市大学世田谷キャンパス（東京都世田谷区）では、付近の多摩川の越水により校舎が被災したため、東京都内にある複数の貸会議室等に会場を変更して実施した。その他前述の震災同様に、災害救助法適用市町村在住の受験者については、受験料の返金での対応が行われた。あわせて、これらが直前の変更だったことなどを踏まえ、郡山試験地で鉄道の不通により受験会場に行けなかった場合や、東京都市大学世田谷キャンパスからの変更を知らずに行ってしまった人、変更後の貸会議室などに間に合わなかった・行くことができなかった人なども受験料返金対応の対象となった。

#### 2019年新型コロナウイルス感染症（COVID-19）の影響

##### 令和2年度春期試験の中止・10月試験への延期計画
令和2年度春期試験（2020年4月19日実施予定）は、2019年新型コロナウイルス感染症（COVID-19）の感染拡大を避けるため中止となり、申込み者全員に対する受験料の返金での対応が行われる。2020年6月30日時点では、年2回実施の試験区分については代替試験を実施しない方向で検討されていた。春期のみ実施の試験区分については例年の秋期試験開催日（10月第3日曜日）にあたる2020年10月18日での代替試験を実施する方向で検討されていた。但し、2019年新型コロナウイルス感染症（COVID-19）の感染予防確保などの状況次第にて、春期のみ実施の試験区分の代替試験については2020年11月以降での実施を目指すことも検討されていた。
年2回実施の試験区分および春期のみ実施の試験区分については例年の秋期試験開催日（10月第3日曜日）にあたる2020年10月18日に令和2年度10月試験の名称で実施する方向で検討されていた。年2回実施の試験区分については、令和2年度に限り、年1回のみの実施となる予定とされていた。秋期のみ実施の試験区分は2020年11月以降に実施する方向で検討されていた（この試験の名称は特に決定していなかった）。受験申し込みはインターネット経由のみに変更となる（ただし、身体障害者など特別措置が必要な場合に書類郵送が必要な場合があるため、この場合に限り紙の願書も用意されている）。

##### 令和2年度10月試験について（一部試験の形式変更・中止）
2020年9月18日、当初予定していた令和2年度10月試験（2020年10月18日）のうち情報セキュリティマネジメント試験と基本情報技術者試験の2種別について試験日程を延期すること、また年度内の別途示す日をもってCBT方式に切り替えて実施することを発表した。この2種目については令和3年度以降もCBTでの実施を継続することが同日付の報道資料において謳われている。当該種目の受験予定者に対する試験料は返還され、CBT方式での受験を希望する者は再度の申し込みが必要となる。ほかにITパスポートの身体障害者向け筆記試験・応用情報・情報処理安全確保支援士・データベース・エンベデッド・プロジェクトマネージャ・システム監査、の7区分は、予定通り10月に実施する予定である。更に、11月以降に実施するとされていた、秋期のみ実施の試験区分は令和2年度の試験が中止となり、令和3年度春期試験にて実施する予定であることも発表された。
更に、2020年10月2日に、5つの試験地について試験会場を十分に確保できなかったために、試験地を変更する会場も発生した。試験地そのものは変更ないものの、試験地内で実施する大学や会場などを変更したケースも発生した。具体的には以下のとおり。
- 申込者全員が試験地変更
  - 滋賀（京都に変更）
- 申込者の一部が試験地変更
  - 埼玉（東京に変更）
  - 柏（千葉に変更）
  - 藤沢（横浜に変更）
  - 神戸（大阪に変更）

###### 試験区分毎の対応
例年ならば年2回（春期・秋期）実施される試験区分
- ITパスポート（IP） ※身体障害者向けの筆記試験
- 応用情報技術者試験（AP）
- 情報処理安全確保支援士試験（SC）

上記3区分に関しては、令和2年度は10月に「令和2年度10月試験」として実施された。中止となった春期の代替試験は行わない。
- 情報セキュリティマネジメント試験（SG）
- 基本情報技術者試験（FE）

上記2区分については、令和2年度中の2020年12月から2021年3月の間に、CBT形式にて複数日試験を設ける方向で検討されている。情報セキュリティマネジメント試験は2020年12月に、基本情報技術者試験は2021年1月から3月の間に実施された。ITパスポート同様に、身体障害者などに配慮し筆記試験も引き続き実施されるが、これについては令和2年度の中止が決定し、令和3年度春期試験で実施される。それ以降も、CBT形式にて春期・秋期それぞれの期間中に試験が実施される。
令和元年度まで、春期に年1回実施されていた試験区分（令和2年度以降は秋期に変更）
- データベーススペシャリスト試験（DB）
- エンベデッドシステムスペシャリスト試験（ES）
- プロジェクトマネージャ試験（PM）
- システム監査技術者試験（AU）

これら4区分に関しては、令和2年度は10月に「令和2年度10月試験」として実施される。令和3年度以降についても、事実上の高度試験の枠交換で、秋期試験として実施される。
令和元年度まで、秋期に年1回実施されていた試験区分（令和3年度以降は春期に変更）
- ネットワークスペシャリスト試験（NW）
- ITサービスマネージャ試験（SM）
- システムアーキテクト試験（SA）
- ITストラテジスト試験（ST）

これら4区分に関しては、令和2年度の中止が決定し、令和3年度春期試験で実施される。令和4年度以降についても、事実上の高度試験の枠交換で、春期試験として実施される。

### 試験地

#### 筆記試験
年2回の筆記試験については、各都道府県に1箇所以上設けられている。基本的には1つの都道府県に1箇所か2箇所であるが、2023年からは以下の通り例外がある。
- 北海道：「札幌」・「帯広」・「旭川」・「函館」・「北見」（「北見」は2020年10月試験より追加）の計5箇所
- 埼玉県、千葉県、東京都、神奈川県、大阪府：それぞれ「埼玉」「千葉」「東京」「神奈川」「大阪」となり、同都府県内にある市町村の試験会場で指定される[注 2]。
- 滋賀県：「滋賀」会場として、大津市またはその周辺の市町村の試験会場で指定される。

受験を希望する試験地を出願時に記入し、願書の到着が早い順に、受験者の郵便番号から勘案して試験会場（高校、大学、専門学校、イベント会場・貸会議室、試験運営を行う会社（日本通運、ランスタッド）の関連施設）が割り振られる。ただし、各試験地で収容能力を超えた場合は同一道府県内の他地域に設置された試験会場又は他の試験地が指定される場合がある。団体受験で試験会場となる学校に通っている場合は、自動的にその学校での受験となる（例・神奈川県に住んでいる受験者が試験会場となっている東京の学校に通学している場合は、神奈川県内ではなくその東京の学校で受験する）。受験者数の少ない試験地（地方都市など）や、エンベデッドシステムスペシャリストなどの受験者数が少ない高度試験の場合は、試験会場が1箇所しか設けられないこともあり、願書をいつ提出してもその会場での受験となる。
2012年春期からは、全ての会場で全試験区分を受験可能になった。過去には以下のような制約が生じており、特に高度試験においては地域により不便が生じることがあった。
- 2011年までは、唯一神奈川県だけは「横浜・川崎」（後の「横浜」）・「藤沢」・「厚木」のいずれの会場も全試験区分の受験会場とはなっていなかった（ITパスポート・基本情報技術者など一部試験区分に限られる）。この他、「八王子」も受験可能な試験区分が限られており、神奈川県や多摩地域在住で高度試験を受験する場合は、大抵の場合「東京」で受験することになっていた。
  - 但し、上記4会場であっても、身体障害者特別措置により受験する場合は、申請された障害の度合いにもよるが全試験区分において受験の受け入れは行われていた。
- それ以前も「東京」・「土浦」（2019年秋期で廃止、2020年10月試験以降は「つくば」に変更）・「水戸」・「宇都宮」・「前橋」を除く関東地方の全試験地（上記の他「埼玉」・「千葉」・「柏」）、及び関西地区の「大阪」・「姫路」（2022年秋期で廃止）を除く全試験地（「京都」・「奈良」・「滋賀」・「神戸」・「和歌山」）においても、受験可能な試験区分が限られていた（例・滋賀県在住で高度試験を受験する場合は、「大阪」「福井」・「岐阜」などで受験する必要があった）。
- 現在山陰地区においては「鳥取」・「松江」で全試験区分受験可能である。かつて2004年春期までは、春期が「松江」のみ、秋期が「米子」のみで実施されていた。

#### CBT形式
CBT形式で行われる試験区分については、試験にパソコンが必要なので、パソコンが使用できるパソコン教室や情報系の専門学校、および試験運営を受託している民間企業（ITパスポートでは当初は興和だったが、現在は日立製作所・プロメトリック。基本情報・情報セキュリティマネジメントは年2回試験時はプロメトリック、通年試験化以降はCBTソリューションズ）の施設などが指定される。各都道府県に最低1箇所は設けられているが、筆記試験の試験会場となっている市に必ず会場があるとは限らない（例として2020年現在、関東で筆記試験の試験会場である前橋市内のITパスポート用の会場は設けられておらず、群馬県内では高崎市または太田市の会場で受験する必要がある）。

### 受験手数料
- 7,500円（2021年度秋期実施分から。ただし、CBT方式で実施する試験区分（ITパスポート試験・基本情報技術者試験及び情報セキュリティマネジメント試験）については、政令施行前に、令和3年度試験の実施が官報（令和3年3月26日付（第460号））で公示済みのため、令和3年度試験（2022年3月31日まで実施）においては経過措置が適用され、5,700円に据え置き。）[21]

## 試験問題及び合格
試験は、ITパスポート試験・情報セキュリティマネジメント試験・基本情報技術者試験がCBT形式であるほかは、全て筆記試験で行われる。
試験区分により詳細は異なるが、午前試験（多肢選択式）及び午後試験（試験区分によりIとIIに分かれ、記述式又は論述式の両方あるいはいずれかを併用する。午後試験も多肢選択式のみの試験区分もある）が1日間実施される。多肢選択式試験は、マークシート解答方式である。
素点のスコア（選択式は60%が基準、論述式は4段階の評語）により採点結果を示し、すべて合格基準を達する者を合格とする。
- ITパスポートについては、全体で60%の他に、ストラテジ系・マネジメント系・テクノロジ系の3分野でいずれも30%以上であることも合格基準である（極端に点数が低い分野があると不合格になる）。
- 記述式が課せられる応用情報技術者、高度試験においては多段階選抜方式（いわゆる足切り）が採用されており、午前試験が合格点に達しない場合は午後試験の採点は行われない。

合格発表は試験区分により異なるが、試験日から2週間から2か月の間に行われ、合格者には経済産業大臣が合格証書を授与する。高度情報処理技術者試験のいずれかで不合格であったが、午前I試験で基準点以上だった場合には、後述する午前I試験免除に必要な「午前I通過者番号通知書」が情報処理推進機構より郵送される。
従来は多肢選択式問題の正式な解答は試験から1週間程度経たないと分からなかったが、2006年度春期試験からは早期化が図られ、多肢選択式問題の解答および問題冊子の閲覧が試験翌日の正午に可能となった。その後さらなる早期化が図られ、2009年度春期試験からは、多肢選択式問題の解答および多肢選択式に限らず全ての問題冊子が試験当日の18時に掲載されるようになった。
国際単位系（SI）第8版（2006年）では、「キロ」（kilo・記号:k）や「メガ」（mega・記号:M）などのSI接頭語を、決して2のべき乗を表すために用いてはならないと定められている。しかし当試験では、前述の通り国際単位系 （SI）にて強く禁止され、かつ、他の国際規格などでも定められていない俗習に従い、「1Mバイト＝1,024kバイト・1kバイト＝1,024バイト」として計算するように指示される場合がある。基本情報技術者 平成25年秋期 午前 問11など。国際単位系（SI）の定めに従い「1Mバイト＝1,000kバイト，1kバイト＝1,000バイト」として計算するように指示される場合もある。基本情報技術者 平成28年春期 午前 問12など。1024（210）倍毎の接頭辞として、国際規格（IEC 80000-13）にて「キビ」（kibi・記号:Ki）や「メビ」（mebi・記号:Mi）などSI接頭辞と区別できる2進接頭辞が定められているが、当試験にて「キビバイト」（kibibyte・記号:KiB）や「メビバイト」（mebibyte・記号:MiB）などの単位が用いられたことは無い（2020年2月現在）。
国家試験である性格上、特定ベンダーの製品（Oracle Database・Microsoft Excelなど）に依存した問題の出題は禁止されている。そのため、試験に出題されるソフトウェア（DBMS・表計算ソフトなど）はすべて架空（非実在）のオリジナルソフトウェアである。特にデータベーススペシャリスト試験や基本情報技術者試験などでこの傾向が顕著である。基本情報技術者試験で出題されるアセンブラ言語の仕様も、実在するハードウェアのアーキテクチャと全く関連性がない、試験専用のCASLⅡが採用されている。

### 午前試験の免除
以下に掲げる要件に該当する場合は、午前試験（高度情報処理技術者試験においては、午前I試験）が免除される。

#### 現在（2009年度以降）
下記内容については、毎回の試験願書および「情報処理技術者試験 試験要綱 (PDF) 」に記載されている。
- 2009年度以降に実施された応用情報技術者試験、又は高度情報処理技術者試験、2017年度以降に実施された情報処理安全確保支援士試験のいずれかに合格してから2年以内に、高度情報処理技術者試験のいずれかを受験する場合に、当該試験の午前I試験が免除される（出願時に免除申請必須で、合格時に郵送された合格証書に記載されている合格証書番号を願書に記入しなくてはならない）。
- 2009年度以降に実施された高度情報処理技術者試験、2017年度以降に実施された情報処理安全確保支援士試験のいずれかで不合格であったが、午前Iで基準点以上の成績を得た場合[注 5]は、その成績を残してから2年以内に、高度情報処理技術者試験のいずれかを受験する場合に、当該試験の午前I試験が免除される（出願時に免除申請必須で、「午前I通過者番号通知書」に記載されている午前I通過者番号を願書に記入しなくてはならない）。
- 国又は独立行政法人　情報処理推進機構において、基本情報技術者試験の免除対象科目に関わる知識を習得させることができると認定された講座を修了した者で、かつ当該講座の修了を認められた日から1年以内に基本情報技術者試験を受験する場合に、午前試験が免除される（出願時に免除申請必須で、該当の講座修了時に発行される修了認定者管理番号を願書に記入しなくてはならない）。

#### 過去（2008年度まで）
- ソフトウェア開発技術者試験合格者が、合格年度の4月1日から2年以内にシステムアナリスト・プロジェクトマネージャ又はアプリケーションエンジニアの各試験を受験する場合。2009年度以降は高度情報処理技術者試験を受験する場合。
- システムアナリスト、プロジェクトマネージャ又はアプリケーションエンジニアの各試験合格者が、合格年度の4月1日から2年以内にこの3つの試験区分のうち他の2区分の試験を受験する場合。2009年度以降は高度情報処理技術者試験を受験する場合。
- 初級システムアドミニストレータ試験及び基本情報技術者試験の構造改革特別区域における特例措置（経済産業省関係構造改革特別区域法第二条第三項に規定する省令の特例に関する措置及びその適用を受ける特定事業を定める省令（平成15年経済産業省令第39号）第24条及び第25条）による場合。

## 合格者の特典
情報処理技術者試験の合格者は、合格した試験区分に応じて、他の国家試験の一部科目の免除や、公務員採用試験での優遇などの措置を受けられることがある。

### 任用資格等
- 国家公務員および地方公務員の採用条件・階級評価となることがある[注 6]。特に公共機関のIT関連職種では、情報処理技術者試験の合格者しか採用しないケースも少なくない。
- 一部の区分は技術陸曹・海曹・空曹（現職自衛官の昇任試験の加点のほか、不定期に一般公募もある）および予備自衛官補（技能公募）の任用資格である。
  - 基本情報技術者は3曹、応用情報技術者は2曹、高度区分（情報処理安全確保支援士を含む）は1曹。
    - 基本情報技術者は前身の第二種情報処理技術者を含む。
    - 応用情報技術者は前身のソフトウェア開発技術者や第一種情報処理技術者を含む。
    - 高度区分は廃止された区分（例：システムアナリスト、アプリケーションエンジニア等）も含む。
- 一部の区分は都道府県警察で募集するサイバー犯罪捜査官及び情報処理区分での採用などにおける応募資格、または加点の対象となる。
  - 警視庁特別捜査官におけるサイバー犯罪捜査官の任用資格
    - 応用情報技術者（旧・ソフトウェア開発技術者および第一種情報処理技術者）と情報セキュリティアドミニストレータ（略称：情報セキュアド）は巡査部長（3級職）。
    - 情報処理安全確保支援士試験（旧・情報セキュリティスペシャリスト試験）および高度区分（情報セキュアドを除く）の合格者は警部補（4級職）。

### 他試験の科目免除
- 応用情報技術者試験および高度試験（情報処理安全確保支援士試験を含む）の合格者は、弁理士試験の一部科目（理工V「情報」）の受験が免除される。
  - 応用情報技術者は前身のソフトウェア開発技術者や第一種情報処理技術者を含む。
  - 高度区分は廃止された区分も含む。
- 応用情報技術者試験および高度試験の一部区分の合格者は、中小企業診断士試験の一部科目（第一次試験の「経営情報システム」）の受験が免除される。
  - 応用情報技術者は前身のソフトウェア開発技術者や第一種情報処理技術者を含む。
  - 免除対象となる高度試験の区分は、ITストラテジスト（旧・システムアナリスト）・システムアーキテクト（旧・アプリケーションエンジニアおよび特種情報処理技術者）・システム監査技術者（旧・情報処理システム監査技術者）・プロジェクトマネージャである。
- 2019年（平成31年）度より、高度試験（情報処理安全確保支援士試験を含む）の合格者は、技術士試験（情報工学部門）の第一次試験専門科目の受験が免除される[24]。
- 高度試験（情報処理安全確保支援士試験を含む）の合格者および「ITパスポート試験で750点以上獲得して合格した者」は、ITコーディネータ（ITC）試験の選択科目の受験が免除される[25]。
  - ITパスポート試験の場合、750点未満は対象外である。
- 高度試験（一部の区分を除く）の合格者は、社会保険労務士試験の受験資格を得られる。
- 応用情報技術者試験および高度試験（情報処理安全確保支援士試験を含む）の合格者は教員資格認定試験（高等学校（情報））の受験資格を得られる。

### その他
- 高等学校・大学・大学院・短期大学等で入学試験での優遇[26]や、入学後の単位認定[27]の対象となることがある。
- 工業高等学校のジュニアマイスター顕彰制度では、情報処理技術者試験の合格者に対し、合格した区分に応じて点数が付与される。
  - ITパスポート試験と情報セキュリティマネジメント試験は12ポイント（Bランク）、基本情報技術者試験は20ポイント（Aランク）、応用情報技術者試験および高度情報処理技術者試験は30ポイント（Sランク）。

## 企業等における人気傾向
日経BP『日経クロステック』において、2002年版から毎年、「いる資格、いらない資格」という調査を実施している（2013年から2016年は未実施）。調査結果はIPA（情報処理推進機構）サイトからもリンクされ、準公的な内容となっている。

### 調査対象・内容
2011年版までは、企業の人事・教育部門へのアンケートを元にした「社員に取らせたい資格」であった。2012年版は社員（技術職）自身もアンケート対象とし「取らせたい資格」と「取りたい資格」を合成したもの。中断を挟み、2017年以降は読者会員へのアンケートによる「取りたい資格」という内容へ変遷している。
1. 2005年版から2010年版まで - 主要なソリューションプロバイダの人事部門・教育部門
2. 2011年版 - ITベンダーおよびユーザー企業への調査
3. 2012年版 - ITベンダーの人事担当者、ユーザー企業のシステム部長、ITベンダーの技術職
4. 2017年版 - ITpro読者会員へのアンケート
5. 2018年版以降 - 日経クロステック会員へのアンケート

### 人気傾向
2012年版までは一貫してプロジェクトマネージャ試験が情報処理技術者試験の中で首位であった。中断を挟み、読者アンケート形式へ変更した2017年版以降は、情報処理安全確保支援士とITストラテジスト試験の人気が高い。

### 調査結果
情報処理技術者試験と情報処理安全確保支援士を中心に記載する。WEBで公開されている2005年版以降。
|          | 表題                                                             | 1位                                             | 2位                                                     | 3位                                                         | 備考                                                          |
| -------- | ---------------------------------------------------------------- | ----------------------------------------------- | ------------------------------------------------------- | ----------------------------------------------------------- | ------------------------------------------------------------- |
| 2005年版 | 技術職に取らせたい資格                                           | プロジェクトマネージャ試験（全体の2位）         | システムアナリスト試験（全体の3位）                     | 情報セキュリティアドミニストレータ試験（全体の4位）         | 全体の1位はプロジェクトマネジメント・プロフェッショナル (PMP) |
| 2006年版 | 技術職に取らせたい資格                                           | プロジェクトマネージャ試験（全体の1位）         | アプリケーションエンジニア試験（全体の3位）             | システムアナリスト試験（全体の4位）                         | 全体の2位はPMP                                                |
| 2007年版 | 技術職に取らせたい資格                                           | プロジェクトマネージャ試験（全体の1位）         | アプリケーションエンジニア試験（全体の3位（同率））     | テクニカルエンジニア(ネットワーク)試験（全体の3位（同率）） | 全体の2位はPMP                                                |
| 2008年版 | 技術職に取らせたい資格                                           | プロジェクトマネージャ試験（全体の1位）         | テクニカルエンジニア(ネットワーク)試験（全体の2位）     | システムアナリスト試験（全体の4位）                         | 全体の3位はPMP                                                |
| 2009年版 | 技術職に取らせたい資格                                           | プロジェクトマネージャ試験（全体の1位）         | テクニカルエンジニア(ネットワーク)試験（全体の2位）     | テクニカルエンジニア(情報セキュリティ)試験（全体の4位）     | 全体の3位はPMP                                                |
| 2010年版 | 技術職に取らせたい資格                                           | プロジェクトマネージャ試験（全体の1位（同率）） | 情報セキュリティスペシャリスト試験（全体の1位（同率）） | ネットワークスペシャリスト試験（全体の3位）                 | [ 34 ]                                                        |
| 2011年版 | ITベンダーの技術者が取得すべき資格（情報処理技術者試験）         | プロジェクトマネージャ試験                      | 基本情報技術者試験                                      | 応用情報技術者試験                                          | [ 35 ]                                                        |
| 2012年版 | ITベンダーの技術者がこれから取得すべき資格（情報処理技術者試験） | プロジェクトマネージャ試験                      | 応用情報技術者試験                                      | 基本情報技術者試験                                          | [ 36 ]                                                        |
| 2017年版 | これから取得したい資格                                           | 情報処理安全確保支援士（全体の1位）             | ITストラテジスト試験（全体の2位）                       | プロジェクトマネージャ試験（全体の3位）                     | [ 37 ]                                                        |
| 2018年版 | これから取得したい資格                                           | 情報処理安全確保支援士（全体の2位）             | プロジェクトマネージャ試験（全体の3位）                 | ITストラテジスト試験（全体の4位）                           | 全体の1位はAWS認定資格                                        |
| 2019年版 | これから取得したい資格                                           | ITストラテジスト試験（全体の2位）               | プロジェクトマネージャ試験（全体の4位）                 | 情報処理安全確保支援士（全体の5位）                         | 全体の1位はAWS認定資格、3位はPython3エンジニア認定試験        |
| 2020年版 | これから取得したい資格                                           | ITストラテジスト試験（全体の2位）               | 情報処理安全確保支援士（全体の3位）                     | プロジェクトマネージャ試験（全体の4位）                     | 全体の1位はAWS認定資格                                        |
| 2021年版 | これから取りたいと思うIT資格                                     | ITストラテジスト試験（全体の2位）               | 情報処理安全確保支援士（全体の3位）                     | ネットワークスペシャリスト（全体の4位）                     | 全体の1位はAWS認定資格                                        |
| 2022年版 | これから取りたいと思うIT資格                                     | 情報処理安全確保支援士（全体の2位）             | ITストラテジスト試験（全体の3位）                       | ネットワークスペシャリスト（全体の4位）                     | 全体の1位はAWS認定資格                                        |
| 2023年版 | これから取得したい資格                                           | 情報処理安全確保支援士（全体の1位）             | プロジェクトマネージャ試験（全体の3位）                 | 応用情報技術者試験（全体の4位）                             | 全体の2位はAWS認定資格                                        |

## 変遷
- 情報処理技術者試験は、1969年に「情報処理技術者認定試験」として創設され（この際の根拠は通商産業省告示のみ）、翌年から国家試験となった。
- 1994年と2001年に大規模な試験区分改編が行われており、現在の「基本情報技術者」は改編前の「第二種情報処理技術者（試験）」、現在の「応用情報技術者」は改編前の「ソフトウェア開発技術者」・「第一種情報処理技術者（試験）」、現在の「システムアーキテクト」は改編前の「アプリケーションエンジニア」・「特種情報処理技術者（試験）」とほぼ同程度に位置づけられている。
- 「技術者」試験という名称であるが、かつての「アドミニストレータ」が付く3試験区分（初級、上級、情報セキュリティ）はシステム利用側を対象としていた。
  - 現在、初級システムアドミニストレータの午前がITパスポート・午後が基本情報技術者に、上級システムアドミニストレータはITストラテジストに、情報セキュリティアドミニストレータは情報処理安全確保支援士試験（情報セキュリティスペシャリスト）に包含された。これら3区分に加え、基本情報技術者・応用情報技術者についても開発側・利用側両方を対象とするようになった。
- 1984年から2003年までは、指定試験機関として財団法人日本情報処理開発協会を指定し、同協会に情報処理技術者試験センター（現在の独立行政法人情報処理推進機構IT人材育成センター国家資格・試験部）を置いて試験事務を行ってきた。2004年1月、旧情報処理振興事業協会を独立行政法人情報処理推進機構に改組することに併せて、試験事務を移管した。試験センターの組織は同機構へ移り同協会は存続している。
- 2009年春期、情報処理技術者試験の大幅な制度変更が行われた[44]。初級システムアドミニストレータ試験などの情報システム利用側の試験区分は、情報システム提供側の試験区分と統合され、基本情報技術者試験の下に、新たにエントリ試験（ITパスポート試験）が追加された。
- 2017年春期、情報セキュリティスペシャリストが廃止され、情報処理安全確保支援士に移行した。

| 1969年度                   | 1970年度 ～1985年度        | 1986年度 ～1994年度春期     | 1994年度秋期 ～1995年度               | 1996年度 ～2000年度              | 2001年度 ～2008年度                           | 2009年度 ～2016年度                | 2017年度～                         |
| -------------------------- | -------------------------- | --------------------------- | ------------------------------------- | -------------------------------- | --------------------------------------------- | ---------------------------------- | ---------------------------------- |
|                            |                            |                             |                                       |                                  |                                               | ITパスポート                       |                                    |
|                            |                            |                             | システム アドミニストレーター         | 初級システムアドミニストレーター | 初級システムアドミニストレーター              |                                    |                                    |
|                            |                            |                             |                                       |                                  |                                               |                                    | 情報セキュリティ マネジメント      |
| 第二種情報 処理技術者認定  | 第二種情報処理技術者       | 第二種情報処理技術者        | 第二種情報処理技術者                  | 第二種情報処理技術者             | 基本情報技術者                                | 基本情報技術者                     | 基本情報技術者                     |
| 第一種情報 処理技術者認定  | 第一種情報処理技術者       | 第一種情報処理技術者        | 第一種情報処理技術者                  | 第一種情報処理技術者             | ソフトウェア開発技術者                        | 応用情報技術者                     | 応用情報技術者                     |
|                            |                            |                             | プロダクションエンジニア              |                                  | ソフトウェア開発技術者                        | 応用情報技術者                     | 応用情報技術者                     |
|                            | 特種情報処理技術者         | 特種情報処理技術者          | アプリケーションエンジニア            | アプリケーションエンジニア       | アプリケーションエンジニア                    | システムアーキテクト               | システムアーキテクト               |
|                            |                            |                             | システムアナリスト                    | システムアナリスト               | システムアナリスト                            | ITストラテジスト                   | ITストラテジスト                   |
|                            |                            |                             |                                       | 上級システムアドミニストレータ   |                                               | ITストラテジスト                   | ITストラテジスト                   |
|                            |                            |                             | プロジェクトマネージャ                |                                  |                                               |                                    |                                    |
|                            |                            |                             | システム運用管理エンジニア            | システム運用管理エンジニア       | テクニカルエンジニア （システム管理）         | ITサービスマネージャ               | ITサービスマネージャ               |
|                            |                            | オンライン情報 処理技術者   | ネットワークスペシャリスト            | ネットワークスペシャリスト       | テクニカルエンジニア （ネットワーク）         | ネットワークスペシャリスト         | ネットワークスペシャリスト         |
| データベーススペシャリスト | データベーススペシャリスト | オンライン情報 処理技術者   | テクニカルエンジニア （データベース） | データベーススペシャリスト       | データベーススペシャリスト                    |                                    |                                    |
|                            |                            |                             |                                       | マイコン応用 システムエンジニア  | テクニカルエンジニア （エンベデッドシステム） | エンベデッドシステムスペシャリスト | エンベデッドシステムスペシャリスト |
|                            |                            |                             |                                       |                                  | テクニカルエンジニア （情報セキュリティ）     | 情報セキュリティ スペシャリスト    | 情報処理安全確保 支援士へ移行      |
|                            |                            |                             |                                       |                                  | 情報セキュリティ アドミニストレータ           | 情報セキュリティ スペシャリスト    | 情報処理安全確保 支援士へ移行      |
|                            |                            | 情報処理システム 監査技術者 | システム監査技術者                    | システム監査技術者               | システム監査技術者                            | システム監査技術者                 | システム監査技術者                 |

## 国際相互認証
情報処理技術者試験では、諸外国の同様の国家試験または資格との相互認証を行っている。これは、出題範囲等が同等レベルであることを相互認証し、企業等が客観的な能力評価を行う際のの判断基準とするもので、諸外国の相当試験に合格（資格を取得）したからといって日本の情報処理技術者試験の合格証書が得られるものではない。
日本政府はこれに基づき、日本での就労に必要な「技術・人文知識・国際業務」の在留資格に係る基準や高度人材ポイント制において、日本の情報処理技術者試験と同等に取り扱う措置を講じている。
国際相互認証の対象国および試験区分は以下のとおり。
| 国名           | 試験実施機関                                                                                          | 相互認証対象となる日本の試験区分（略称） |
| -------------- | --- | ---------------------------------------- |
| インド         | National Institute of Electronics and Information Technology （NIELIT）                               | AP・FE・SA                               |
| シンガポール   | Singapore Computer Society（SCS）                                                                     | PM                                       |
| 韓国           | Human Resources Development Service of Korea（HRD Korea）                                             | AP・FE                                   |
| 中国           | China Education and Examination Center of MIIT, PRC（CEIAEC）                                         | NW・DB・PM・SA・AP・FE                   |
| 台湾           | Institute for Information Industry（III） Computer Skills Foundation(CSF)                             | NW・AP・SC                               |
| フィリピン     | Philippine National IT Standards Foundation（PhilNITS）                                               | AP・FE・IP                               |
| タイ           | National Science and Technology Development Agency（NSTDA:タイ国立科学技術開発庁）                    | AP・FE・IP                               |
| ベトナム       | Hi-tech Incubation and Training Center（HITC） （旧Vietnam Training and Examination Center（VITEC）） | AP・FE・IP                               |
| ミャンマー     | Myanmar Computer Federation（MCF）                                                                    | AP・FE・IP                               |
| マレーシア     | Multimedia Technology Enhancement Operations Sdn Bhd（METEOR）                                        | AP・FE・IP                               |
| モンゴル       | National Information Technology Park（NITP）                                                          | AP・FE・IP                               |
| バングラデシュ | Bangladesh Computer Council（BCC）                                                                    | AP・FE・IP                               |

これらのうち、フィリピン・タイ・ベトナム・ミャンマー・マレーシア（2017年9月以降活動を停止）・モンゴル及びバングラデシュについては、ITプロフェッショナル試験協議会の枠組みによるITPECアジア共通統一試験として、英文（タイ・ベトナム・モンゴルにおいては、現地語も併記）の同一問題・同一日程により試験が行われている。